# Estación de Luceni
Luceni es una estación ferroviaria situada en el municipio español de Luceni en la provincia de Zaragoza, comunidad autónoma de Aragón. Dispone de servicios de Media Distancia operados por Renfe. La estación dispone de servicios logísticos.

## Situación ferroviaria
La estación se encuentra en el punto kilométrico 37,5 de la línea férrea que une Casetas  (Zaragoza) con Bilbao a 231 metros de altitud.
El tramo es de vía doble y está electrificado.

## Historia
La estación fue inaugurada el 18 de septiembre de 1861 con la apertura del tramo Tudela-Casetas de la línea férrea que pretendía unir Zaragoza con Navarra por parte de la Compañía del Ferrocarril de Zaragoza a Pamplona. Esta última no tardaría en unirse con la compañía del ferrocarril de Zaragoza a Barcelona, dando lugar a la Compañía de los Ferrocarriles de Zaragoza a Pamplona y Barcelona. El 1 de abril de 1878 su mala situación económica la forzó a aceptar una fusión con Norte. En 1941, la nacionalización del ferrocarril en España supuso la integración de Norte en la recién creada RENFE.
La estación original fue derribada en los años 80 y vuelta a construir.
Desde el 31 de diciembre de 2004 Renfe explota la línea mientras que Adif es la titular de las instalaciones ferroviarias.
Desde el 1 de enero de 2020 la estación cesó en la venta de billetes en ventanilla. No obstante, se pueden adquirir billetes en las máquinas de autoventa de la propia estación.

## La estación
El horario de la estación es de 6.15 hrs a 22.35 hrs
Dispone de 2 andenes y 6 vías. El edificio de viajeros se sitúa en posición lateral a la via, con acceso a la vía 1 (sentido Tudela). El andén central da acceso a la via 2 (sentido Zaragoza) y la vía 4 de apartado. En paralelo a esta última y sin acceso a andén está la vía 6 y la 8, esta última con acceso a un muelle de carga.
Al este del recinto está la vía 3 (de maniobras). Esta vía se ramifica en toperas en  una explanada de carga de automóviles, con su propio muelle de carga y en otra empresa de fabricación de traviesas.

## Servicios ferroviarios

### Media Distancia
El tráfico de Media Distancia con parada en la estación tiene como principales destinos Zaragoza, Castejón, Logroño y Pamplona.
| Línea MD | Trenes | Origen/Destino |  | Destino/Origen   |
| -------- | ------ | -------------- |  | ---------------- |
| 22       | RE     | Zaragoza       |  | Logroño Castejón |
| 26       | RE     | Zaragoza       |  | Pamplona         |